# Bulgarije op het Türkvizyonsongfestival
Bulgarije nam sinds de tweede editie in 2014 deel aan het Türkvizyonsongfestival. Het land heeft in totaal 2 keer deelgenomen aan het festival.

## Geschiedenis

### 2014
Na lange geruchten dat Bulgarije voor het eerst haar opwachting zou maken op het festival, meldde de omroep pas eind oktober 2014 dat het land zou deelnemen aan het festival. De reden dat het land deelnam was omdat de organisatie İsmail Matev had uitgenodigd om deel te nemen. Hij werd nadien ook officieel aangeduid als Bulgaarse kandidaat. 
Op het festival moesten alle inzendingen aantreden in een halve finale waarvan enkel de beste twaalf doorgingen naar de finale. In die halve finale kwam Bulgarije als 18de aan de beurt, na Basjkirostan en voor Irak. Met 168 punten eindigde Matev op de dertiende plaats en strandde daarmee op 1 punt van kwalificatie voor de finale. Echter, nadat de uitslag van de halve finale werd gepubliceerd deed men een opmerkelijke ontdekking. Het Turkmeense jurylid had vijf punten aan Turkmenistan gegeven terwijl punten geven aan het eigen land verboden is. Bosnië en Herzegovina kregen daarnaast drie punten te veel. Dit hield in dat als alle punten reglementair toegekend waren, niet Turkmenistan en Bosnië en Herzegovina de finale zouden gehaald hebben, maar Jakoetië en Bulgarije. Bulgarije zou elfde geëindigd zijn. Daarop werd besloten om de vijftien beste landen tot de finale toe te laten.
In die finale trad Matev als tiende aan. Bulgarije kreeg ditmaal 172 punten waardoor het land opnieuw op de elfde plaats eindigde.

### 2015
Ook voor de editie in 2015 meldde Bulgarije zich aan. De omroep besloot opnieuw intern te bepalen welke artiest naar het festival mocht gaan. De band Big Star Life werd uitgekozen om naar Istanboel te reizen. In deze band zat ook İsmail Matev die Bulgarije het jaar voorheen nog had vertegenwoordigd in Kazan, Tatarije. Big Star Life nam deel met het lied Istanbuldayız. Voor het eerst was er geen halve finale op het Türkvizyonsongfestival, maar traden alle 21 deelnemers aan in één grote finale. Bulgarije was als zesde aan de beurt, na de inzending van Bosnië en Herzegovina en voor Georgië. Een zesde plaats werd het eindresultaat, wat tot op heden nog altijd het beste Bulgaarse resultaat op het festival is.

### 2020
Toen het festival in 2020 heropgestart werd, nam Bulgarije niet meer deel.

## Bulgaarse deelnames
| Jaar | Artiest       | Titel            | Fin. | Ptn. | Semi | Ptn. | Taal  |
| ---- | ------------- | ---------------- | ---- | ---- | ---- | ---- | ----- |
| 2014 | İsmail Matev  | Yollara, taşlara | 11   | 172  | 11   | 168  | Turks |
| 2015 | Big Star Life | Istanbuldayız    | 6    | 162  |      |      | Turks |

| Kleur | Betekenis      |
| ----- | -------------- |
|       | Eerste plaats  |
|       | Tweede plaats  |
|       | Derde plaats   |
|       | Laatste plaats |
|       | Gastland       |